# Darse cuenta (película)
Darse cuenta es una película argentina dramática de 1984 dirigida por Alejandro Doria, escrita por Jacobo Langsner y Alejandro Doria, sobre una idea de China Zorrilla. Protagonizada por Luis Brandoni. También, contó con las actuaciones especiales de Dora Baret, Luisina Brando, Lito Cruz, Oscar Ferrigno y China Zorrilla. Y la presentación de Darío Grandinetti. Fue estrenada el 30 de agosto de 1984 y resultó ganadora de cinco premios, incluido el Cóndor de Plata como Mejor película en 1985.
El filme está basado en una historia real, y fue el debut cinematográfico de Grandinetti.

## Sinopsis
Un joven (Darío Grandinetti) sufre un accidente automovilístico y es trasladado a un hospital público (Hospital Muñiz). En coma y con graves afecciones en su columna, los profesionales consideran que no tiene probabilidades de sobrevivir dignamente, y es prácticamente abandonado en ese estado por su familia, pareja y amigos. Sin embargo, un médico obstinado, solidario y de principios (Luis Brandoni) lucha por salvarlo, con la ayuda de una de las enfermeras del lugar (China Zorrilla).

## Reparto
- Luis Brandoni como Carlos Ventura
- Dora Baret como Delia
- Luisina Brando como Susana
- Lito Cruz como Marcelo
- Oscar Ferrigno como El Profesor
- María Vaner como Nora
- China Zorrilla como Águeda
- Darío Grandinetti como Juan
- Fernando Álvarez
- Clotilde Borella como Madre de embarazada
- Mónica Villa como Gladys
- Manuel Callau
- Juan Carlos Corazza
- Norberto Díaz
- Gabriela Flores
- Patricia Hart
- Jean Pierre Noher como Técnico Laboratorio
- Ruben Cosenza
- Jorge Marrale como Ferrero
- Roberto Acinelli
- Bela Ariel
- Osvaldo Becerra
- Maria Fernanda Bioncini
- Omar Brandon
- Margarita Burke
- Omar Cenzano
- Oscar De Franchi
- Daniel Di Biase
- Victor Dimatt
- Maria Victoria Fraga
- Norma Ibarra
- Roberto Maiocco
- Daniela Ornstein
- Matías Puelles
- Rafael Rodríguez
- Ana Sadi
- Oscar Ziccarello
- Miguel Ávila

## Premios
- Premios Cóndor de Plata (1985): mejor película, mejor director, mejor libro original y mejor actriz de reparto (China Zorrilla).
- Festival Internacional del Nuevo Cine Latinoamericano de La Habana (1984): mejor actriz (China Zorrilla).